# Albert Minga
Albert Minga (ur. 4 marca 1946 we Wlorze) – albański reżyser filmowy, aktor i scenarzysta. 

## Życiorys
W 1968 ukończył Wyższą Szkołę Aktorską im. Aleksandra Moisiu, działającą przy Teatrze Narodowym w Tiranie. Jeszcze w czasie studiów wystąpił jako prezenter na festiwalu piosenki albańskiej w 1967. Po studiach, w 1968 rozpoczął pracę reżysera w Telewizji Albańskiej. Zagrał niewielką rolę w filmie Perse bie kjo daulle. W telewizji realizował głównie kroniki telewizyjne i przedstawienia teatralne. W 1974 wyreżyserował pierwszy spektakl teatralny przeniesiony z teatru na ekran telewizyjny (w wykonaniu teatru ze Szkodry). W latach 70. zrealizował kilka seriali dokumentujących życie codzienne Albańczyków. W 1981 zrealizował swój pierwszy film fabularny – Agimet e stinës së madhe, przeznaczony dla telewizji. Za film Porta Eva otrzymał nagrodę dla najlepszego reżysera na XI Festiwalu Filmów Albańskich. W 1997 powrócił na deski sceniczne, reżyserując dramat Widok z mostu Arthura Millera, wystawiony przez Teatr Narodowy w Tiranie.
W 1984 został uhonorowany przez władze Albanii tytułem Zasłużonego Artysty (alb. Artist i Merituar), a w 2006 tytułem Honorowego Obywatela Wlory. W latach 1997–1998 pełnił funkcję naczelnego dyrektora telewizji albańskiej. 
Jest żonaty, ma córkę Aulonę (dziennikarkę).

## Filmy fabularne
- 1981: Agimet e stinës së madhe (serial)
- 1982: Ditë të qytetit tim
- 1991: Unë e dua erën
- 1999: Porta Eva

## Scenariusze filmowe
- 1982: Ditë të qytetit tim